# Süd-Lausitzer Bahn

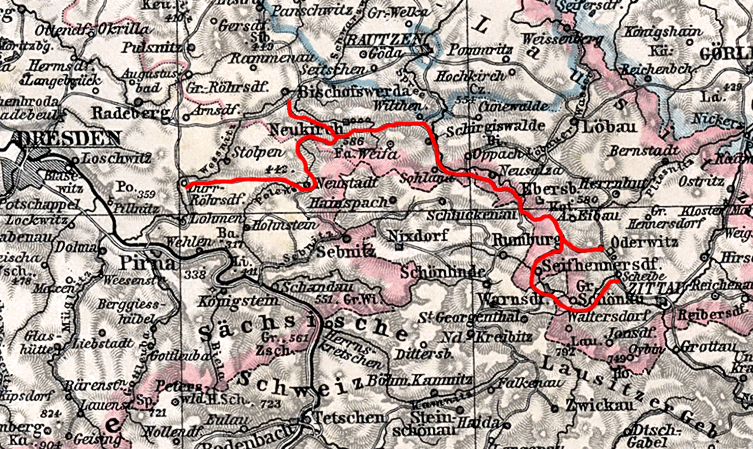
Die Strecken der Süd-Lausitzer Bahn

Die Süd-Lausitzer Bahn, auch Südlausitzer Staatseisenbahn genannt, war ein Projekt zur Erschließung der südlichen Oberlausitz mit Eisenbahnen. Realisiert wurden die Strecken in den Jahren 1874 bis 1879, sie sind heute unter anderem Teil der überregionalen Hauptbahnverbindung von Dresden über Zittau nach Liberec.

## Geschichte
Bereits 1864, als die Verbindung Zittau–Großschönau genehmigt worden war, bestanden erste Projekte, diese Trasse in der südlichen Oberlausitz auf direktem Weg in Richtung Dresden fortzusetzen. Erste Planungen sahen eine Strecke über Warnsdorf und Sohland und dann weiter zur Sächsisch-Schlesischen Eisenbahn bei Bischofswerda oder Fischbach vor. Später wurde dann eine Trassenführung über Warnsdorf, Eibau, Ebersbach, Sohland und Neukirch in Richtung Pirna genehmigt.
Grundlage für den Bau war ein am 29. September 1869 in Dresden abgeschlossener Staatsvertrag zwischen Österreich und dem Königreich Sachsen, der die Eisenbahnanschlüsse an der böhmisch-sächsischen Grenze bei Weipert, Georgswalde und Warnsdorf zum Inhalt hatte. Dieser Vertrag regelte insbesondere die rechtlichen Bedingungen für die Durchquerung des österreichischen Staatsgebietes bei Warnsdorf, Ebersbach und Neusalza. Im Mai 1871 wurde dieser Staatsvertrag ratifiziert.
Der Bau der Strecke begann im Jahr 1872. Für die auf österreichischem Gebiet gelegenen Abschnitte erteilte das k.k. Handelsministerium im Juli 1872 Baukonsens. Am 1. November 1874 konnte im Anschluss an die im Bau befindliche Strecke Zittau–Seifhennersdorf der erste Abschnitt von Seifhennersdorf über Eibau bis Ebersbach in Betrieb genommen werden. Am 1. Mai 1875 war auch die Fortsetzung bis Sohland fertiggestellt.
Das Projekt war dreizehn Jahre zuvor am 30. März 1862 in Sohland/Spree geboren worden, als sich dort Persönlichkeiten aus Politik und Wirtschaft der Grenzregion zusammenfanden, um unter Vorsitz des Juweliers Christian Gottlieb Herbrig aus Taubenheim (Spree) über die „Errichtung einer Eisenbahn zwischen Zittau und Bischofswerda“ zu beraten. Aber erst durch das kurz darauf gegründete Gremium „Komitees für Errichtung einer Eisenbahn für die südliche Oberlausitz“, konnten die entsprechenden Arbeiten forciert werden. Das Komitee leitete als Vorsitzender der Bürgermeister der Stadt Neusalza, heute Neusalza-Spremberg, August Adolph Tuchatsch bis 1885. Ihm zur Seite standen unter anderen der Gemeindeälteste von Spremberg Carl Traugott Wünsche und Justizrat Gustav Hermann Schulze, Advokat und Notar, am Königlich-sächsischen Amtsgericht Neusalza als Schriftführer. Dem unermüdlichen Wirken des Vorstandes, insbesondere G.H. Schulzes, war es zu verdanken, dass der Sächsische Landtag 1867/1868 die Kosten zum Bahnbau bewilligte. Obwohl der Preußisch-Französische Krieg von 1870/71 die Bauarbeiten vorübergehend unterbrach, ging der Bahnbau nach Klärung offener juristischer Fragen hinsichtlich Grund und Boden anschließend zügig voran, so dass die Eisenbahnteilstrecke Ebersbach - Sohland der „Süd-Lausitzer Bahn“ am 1. Mai 1875 eröffnet werden konnte, wobei auch die beiden Kommunen Neusalza und Spremberg mit dem Bahnhof „Neusalza-Spremberg“ Anschluss an das sächsische Eisenbahnnetz bekamen (vgl. W. Heinich 1918, S. 142).
Der weitere Streckenbau verzögerte sich jedoch. Grund dafür waren vor allem die Schwierigkeiten bei der Planung der Bahnstrecke Bautzen–Schandau, die ursprünglich über das böhmische Schluckenau verlaufen sollte. Da Österreich hier jedoch die erforderliche Konzession verweigerte, musste eine neue Trassenführung ausschließlich auf sächsischem Gebiet gesucht werden. Die Strecke mündete schließlich in Wilthen in die geplante Trasse der Süd-Lausitzer Bahn ein und benutzte diese bis Neustadt in Sachsen mit. Dieser Abschnitt wurde deswegen dann zweigleisig geplant und gebaut. Eröffnet wurden die restlichen Abschnitte bis zum Bahnhof Dürrröhrsdorf der Bahnstrecke Kamenz–Pirna am 1. September 1877 gleichzeitig mit der Bahnstrecke Bautzen–Schandau.
Um die Streckenführung zu verkürzen, wurden im sächsischen Landtag 1875/76 noch die kurzen Verbindungsbahnen Oberoderwitz–Eibau und Niederneukirch–Bischofswerda genehmigt. Der Bau der Strecken begann 1877. Am 15. August 1879 (Niederneukirch–Bischofswerda) und 15. Oktober 1879 (Oberoderwitz–Eibau) wurden die Strecken in Betrieb genommen.
Für weitere Informationen zu den Strecken der Süd-Lausitzer Bahn siehe Hauptartikel:
- Bahnstrecke Mittelherwigsdorf–Varnsdorf–Eibau
- Bahnstrecke Oberoderwitz–Wilthen
- Bahnstrecke Bautzen–Bad Schandau (Abschnitt Wilthen–Neustadt in Sachsen)
- Bahnstrecke Neukirch West–Bischofswerda
- Bahnstrecke Neustadt–Dürrröhrsdorf